# Triangulo de exposición

Se pueden representar las combinaciones válidas de los tres factores de exposición (Sensibilidad [ISO], Apertura, Velocidad de Obturación) mediante un "Triangulo de Exposición"

El triángulo de exposición, en el mundo de la fotografía, es el equilibrio entre los tres elementos que lo componen: la apertura del diafragma, la velocidad de obturación y la sensibilidad ISO. Este equilibrio es el que, utilizando el modo manual, genera un buen resultado en las fotografías. Se trata de un triángulo debido a que, al alterar uno de estos parámetros, se afecta no sólo a los otros dos parámetros, sino también a otros aspectos de la fotografía aparte de la exposición.
Estos tres controles afectan a la imagen de forma independiente, modificando diferentes atributos de ésta. Sin embargo, mantienen una relación entre ellos, ya que se pueden tanto afectar como compensar unos a otros. 

## Apertura del diafragma
El diafragma es un dispositivo que forma parte del objetivo de la cámara. Éste está formado por unas palas que se abren y se cierran, dejando un orificio central que permite el paso de la luz hacia el sensor de la cámara, funcionando de manera similar a como lo hace el iris de nuestro ojo. La apertura del diafragma depende del tamaño del orificio que generan las palas: cuanto más abierto está el diafragma, mayor es ese orificio y más luz entra en el sensor de la cámara.

### Número f
El número f/ es la representación numérica de la apertura del diafragma, haciendo referencia al diámetro del orificio que dejan las palas. Cuanto mayor sea el número f, mayor será la apertura del diafragma, y viceversa. Esta escala numérica que sigue el número f/ será la misma en todos los objetivos, independientemente del tamaño físico de sus diafragmas. Además, el número f que aparece en la descripción de un objetivo es la máxima apertura que podremos obtener con él. En los objetivos de focal fija solemos encontrar una apertura máxima mucho mayor que con los objetivos zoom.

## Velocidad de obturación
El obturador de la cámara es un dispositivo mecánico muy preciso situado frente al sensor de la cámara que controla el tiempo durante el cual le llega la luz al sensor. Está formado por dos cortinillas, una que se abre para iniciar la exposición y otra que se cierra para finalizarla. El espacio que queda entre éstas será por donde entrará la luz. La velocidad de obturación hace referencia al tiempo durante el que está abierto el disparo de la cámara, y se expresa de forma numérica en segundos y fracciones de segundo. Los tiempos de exposición se pueden ajustar en valores discretos, y el salto de cada valor al siguiente se llama un paso. Estos valores pueden oscilar entre los 30 segundos y los 1/8000 de segundo. Además, para las exposiciones más largas suele existir la opción Bulb, con la que el disparo se mantiene abierto durante el tiempo que se mantenga presionado el botón.

### Tiempos cortos
Los tiempos cortos son tiempos inferiores a 1/60 segundos en los que el disparo permanece abierto poco tiempo, dejando pasar menos luz hacia el elemento fotosensible. Con este tipo de velocidad se consigue congelar o reducir notablemente el movimiento en las imágenes.

### Tiempos largos
Los tiempos largos son tiempos superiores a 1/60 segundos, en los cuales el obturador permanece abierto durante más tiempo, dejando pasar más luz. El resultado son imágenes movidas, que dan una mayor sensación de desplazamiento y dinámica.

## Sensibilidad ISO
Las cámaras digitales cuentan con un sensor en lugar de la película fotográfica de las cámaras analógicas. La sensibilidad de este sensor se mide en valores ISO, los cuales son los mismos que los antiguos valores ASA, usados en las películas. La diferencia es que mientras que en la fotografía analógica la película tiene un valor de sensibilidad fijo, las cámaras digitales pueden variar el valor numérico de la ISO. Estos valores numéricos oscilan entre el 100 y el 6400, aunque dependen del tipo de cámara y de sus limitaciones. Además, siguen una escala lineal, es decir, que en el paso de una sensibilidad ISO a otra, como puede ser de 200 a 400, uno es el doble de otro. Por tanto, podemos decir que con el paso, la fotografía necesitará la mitad o el doble de luz.

### Ruido digital
A pesar de sus ventajas, el aumento de la sensibilidad ISO al tomar una fotografía tiene como consecuencia el surgimiento del ruido digital. Esto se debe a la señal eléctrica que produce el sensor de la cámara. Si el nivel de luz es bajo, esta señal es más débil y el nivel de ruido es cada vez más apreciable. Por este motivo, cuando aumentamos la ISO al tomar una fotografía, permitimos la entrada de más luz en esta, lo que provoca el aumento del ruido. Por este motivo el ruido digital se considera símbolo de una mala fotografía, ya que con él sacrificamos detalle e información de la imagen.

## Relación entre los parámetros
Al modificar cada uno de los parámetros mencionados anteriormente; la apertura del diafragma, la velocidad de obturación y la sensibilidad ISO, las alteraciones que se producen en la imagen final son las siguientes; Cuanto más larga sea la velocidad de obturación, más luminosa será la fotografía, a la vez que más movida. Cuanto más abierto esté el diafragma, menor profundidad de campo tendrá la fotografía, a la vez que más luz. Por último, cuanto más alto es el valor ISO, más luz y más ruido tendrá la fotografía.

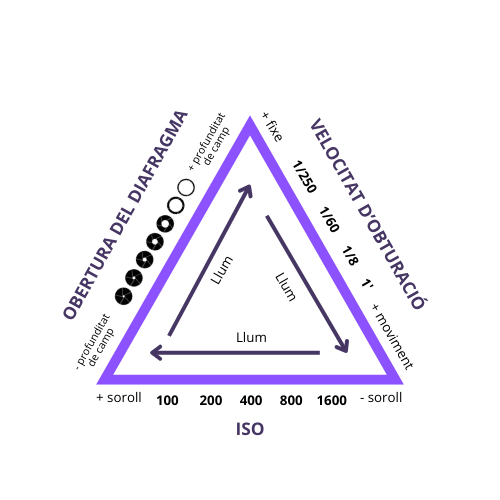
Representación visual del triángulo de exposición.

La relación entre estos parámetros se explica, de forma más clara, en la representación visual que encontramos a continuación.